# 제이크 시겔
제이크 시걸(Jake Siegel, 1989년 2월 22일 ~ )은 미국의 배우이다.

## 출연 작품

### 영화
- 아메리칸 파이 5 (2006) - 마이크 "쿠즈" 쿠즈먼 역
- 아메리칸 파이: 기숙사 대소동 (2007)
- 친구와 애인 사이 (2013) - 페리 역